# Двигатель Toyota L
Двигатели Toyota серии L — серия рядных четырёхцилиндровых дизельных двигателей внутреннего сгорания, запущенных в производство компанией Toyota в октябре 1977 года. Это первые дизельные двигатели Toyota с резиновым ремнём газораспределительного механизма и клапанным механизмом SOHC. По состоянию на август 2020 года двигатели устанавливаются на Toyota Hiace пятого поколения, Toyota Hilux восьмого поколения, Toyota Fortuner второго поколения и Toyota Land Cruiser Prado четвёртого поколения. До 1988 года автомобили с двигателями Toyota L продавались в дилерских центрах Toyota Diesel Store.

## L
L является первым четырёхцилиндровым двигателем семейства объёмом 2,2 л (2188 см3). Диаметр цилиндра и ход поршня составляют, соответственно, 90 × 86 мм, а степень сжатия — 21,5:1. Мощность составляет 53 кВт (71 л. с.) при 4200 об/мин, а крутящий момент — 142 Н·м при 2400 об/мин.

### Устанавливается на
- Crown Sedan/Hardtop/Wagon/Van (LS110)[8]
- Hiace Truck/Van/Wagon (LH11/20/24/30)
- Hiace Quick Delivery (LH24HV)[9][10]
- Toyoace (LY20/30)[11]
- Hiace Van/Wagon (LH50/60/70)
- Hilux (LN40)[12]
- Hilux (LN55)[13]
- Blizzard (LD10)[14]
- Mark II (LX40)
- Mark II Sedan/Cressida/Chaser/Cresta (LX60/LX67V)[15][16]

## 2L
2L является 2,4-литровым (2446 см3) четырёхцилиндровым дизельным двигателем с диаметром цилиндра и ходом поршня 92 мм, степенью сжатия около 22,3:1 и красной зоной в пределах 4800 об/мин. Мощность варьируется от 56 до 64 кВт (75—86 л. с.), а крутящий момент — от 155 до 165 Н⋅м.

### Устанавливается на
- Crown Sedan/Crown Van (LS120/126V)[17][18]
- Hiace (LH51/51G/51V/56/61/66/71/76)[19]
- Hilux (LN56)[20]
- Hilux Surf/4Runner (LN60/65)[21][22]
- Toyoace/Dyna 100/Dyna 150 (LY50/60)
- Hiace Truck (LH80/85/90/95)[23]
- Hiace Quick Delivery (LH80VH/85)

- Blizzard (LD20)[24][25]

- Crown Sedan (LS136V)[26]
- Crown Sedan (LS130)[27]

- Mark II/Chaser/Cresta/Cressida (LX70)[28][29][30][31][32]

## 2L-II
2L-II является модернизацией двигателя 2L, который был представлен в 1988 году параллельно с двигателем 3L на Toyota Hilux пятого поколения. Диаметр цилиндра и ход поршня остались прежними, однако блок цилиндров изготовлен методом конечных элементов. Наиболее заметным изменением является переработанная головка блока цилиндров, в которой распределительный вал поднимает клапан с помощью толкателя. Диаметр выпускного клапана увеличен на 1 мм, а диаметр впускного коллектора увеличен до 10 мм. Масса поршней уменьшилась на 100 г, а степень сжатия — 22,2.

### Устанавливается на
- Crown Comfort (LSX10)
- Crown Sedan (LS130)

- Mark II/Chaser/Cresta (LX80)[35][36][37]
- Toyoace/Dyna 100 (LY50/60)[38]

- Hilux[39][40][41]
- Hiace Powervan/Hiace SBV (LXH10/LXH20)[42]

- Hiace (LH100/100G/102/104/108/110/112/114/118/140G)[43][44]

- Kijang (Venture/Stallion/Qualis — LF50)[45]

- Kijang (Kijang/Tamaraw FX Revo/Unser — LF60/70/72/80/82)[46][47]

## 2L-T
2L-T является 2,4-литровым двигателем (2446 см3) с турбонаддувом. Выпускается с 1982 года. Степень сжатия составляет 20:1, мощность варьируется от 63 до 67 кВт (84—90 л. с.) при 4000 об/мин, а крутящий момент составляет 188 Н⋅м при 2200 об/мин.

### Устанавливается на
- Crown Hardtop/Crown Sedan (LS111)
- Crown Hardtop/Crown Sedan/Crown Wagon (LS120/120G)[49]
- Hiace (LH51G)[50]
- Mark II Sedan/Chaser Sedan (LX60)[51][52]
- Mark II Sedan/Chaser Sedan/Cresta (LX70)[53]

- Hilux Surf/4Runner[54]
- Land Cruiser (70 Series) Light Duty/Bundera[55][56][57]
- Crown Sedan/Crown Hardtop (LS130)[58]

- Blizzard (LD20)

## 2L-T(II)
2L-T(II) является модернизацией 2L-T. Его мощность составляет 69 кВт (93 л. с.) при 4000 об/мин, а крутящий момент — 216 Н⋅м при 2400 об/мин.

### Устанавливается на
- Hilux

- Hiace (LH100G)
- Hilux Surf (LN130G)[59]
- Mark II/Chaser/Cresta (LX80)

- Metrocab TTT[60]

## 2L-TE
2L-TE выпускался с 1982 по 1993 год с электрическим ТНВД. Электронная система Toyota EFI с высокой точностью измеряет расход топлива и повышает КПД двигателя. Двигатель работает за счёт клапана контроля перелива на головке ТНВД. В 1993 году преемником стал KZ, но до 2000 года 2L-TE устанавливался на некоторые модели.

### Устанавливался на
- Crown Hardtop/Crown Sedan (LS111)
- Crown Hardtop/Crown Sedan/Crown Wagon (LS120/120G)

## 2L-TE(II)
2L-TE(II) является модернизацией 2L-TE. Распределительный вал поднимает клапан с помощью толкателя. Зазор в клапане регулируется с помощью прокладок, а степень сжатия увеличена до 21,0:1. Максимальная мощность двигателя 71 кВт (96 л. с.) при 3800 об/мин, а крутящий момент — 240 Н⋅м при 2400 об/мин.

### Устанавливается на
- Crown Sedan/Crown Wagon (LS130/130W/131H)
- Crown Hardtop (LS141)
- Crown Sedan/Crown Hardtop (LS151/151H)[63][64]
- Comfort (LSX11)[65][66]
- Mark II/Chaser/Cresta (LX90/LX100)[67][68][69]

- Hilux[70]
- Hilux Surf (LN130G/LN130W)[71]
- Land Cruiser Prado (LJ70)[72]
- Hiace (LH120G)[73][74]

## 2L-THE
2L-THE впервые был представлен в 1984 году. Его диаметр цилиндра и ход поршня составляют 92 мм, а степень сжатия — 21:1. Максимальная мощность составляет 69—77 кВт (93—104 л. с.), а крутящий момент варьируется от 201 до 221 Н⋅м.

### Устанавливается на
- Crown Hardtop/Crown Sedan/Crown Wagon (LS120/120G)
- Crown Hardtop/Crown Sedan/Crown Wagon (LS130/130G)

## 2L-THE(II)
Распределительный вал поднимает клапан с помощью толкателя. Зазор в клапане регулируется с помощью прокладок. Мощность составляет 74 кВт (99 л. с.) при 3800 об/мин, а крутящий момент — 221 Н⋅м при 2400 об/мин.

### Устанавливается на
- Crown Sedan/Crown (LS130/130W/131H)
- Crown Hardtop (LS141)[76][77]

## 3L
Объём двигателя составляет 2,8 л (2779 см3), диаметр цилиндра и ход поршня — 96 мм, а степень сжатия — 22,2:1.

### Устанавливается на
- Land Cruiser Prado (LJ95)[78]

- Hilux Surf/4Runner (LN131V)
- Hiace (LH107/103/105/109/113/115/117/119/123/125/129/)[79]
- Quick Delivery 100 (LH81VH/LY151)
- Toyoace/Dyna 150 (LY50/60)[80]
- Toyoace/Dyna (LY101/111/151/161)

- Hilux[81][82]

## 5L
Объём двигателя 5L составляет 3,0 л (2985 см3), диаметр цилиндра и ход поршня — 99,5 × 96 мм, а степень сжатия — 22,2:1.

### Устанавливается на
- Crown Comfort (LSX12)[84]

- Quick Delivery 100 (LH82K/LY152)[85][86]
- Urban Supporter (LY228K/LY270)[87]
- Toyoace/Dyna[88]
- Hilux[89][90][91]

- Hiace (LH154/162/164/166/168/172/174/176/182/184/186/188)[92][93][94]

- Kijang (LF61/81/85)

- Dyna 150 (LY235)[95]

## 5L-E
Объём двигателя 5L-E составляет 3,0 л (2985 см3), диаметр цилиндра и ход поршня — 99,5 × 96 мм, а степень сжатия — 22,2:1.

### Устанавливается на
- Land Cruiser Prado (LJ120)

- Fortuner (LAN50L/155L)
- Land Cruiser Prado (LJ150)[97]
- Hiace (LH202)[98]
- Hilux (LAN25/125L)[99][100][101]